# Одиша
Одиша (на санскрит: उड़ीसा; на английски: Odisha; по-рано – Ориса) е щат в източна Индия. Столица и най-голям град е Бхубанешвар. Населението е около 41 947 358 млн. души (11-о място в Индия 2011 г.). Площ – 155 707 km². На 4 ноември 2011 г. името на щата официално е променено от Ориса на Одиша.
Граничи с Индийския океан, но поради релефа почти няма пристанища с изключение на Парадипа. Течението и делтата на река Маханади се отличава с високо плодородие. В условията на обилни валежи реколта се прибира по два пъти в годината.
Одиша се слави със своите храмови комплекси, като тези в Конарк, Пури и Бхубанешвар.
Туристи посещават предимно храма „Джаганатх“ в Пури и храма „Слънце“ в Конарк. Знаменит е също и храмът Лингараджа в Бхубанешвар.
В плътно населените крайбрежни райони се говори предимно на езика одия (ория). В Одиша често има силни циклони. През октомври 1999 г. от тропическия циклон „05B“ загиват десетки хиляди хора, а поради множеството и силни разрушения хиляди остават без покрив.